# 塞雷諾 (亞利桑那州)
塞雷諾（英語：Sereno）是位於美國亞利桑那州可可尼諾縣的一個非建制地區。該地的面積和人口皆未知。

## 地理
塞雷諾的座標為35°14′22″N 112°16′24″W / 35.23944°N 112.27333°W，而該地的平均海拔高度為2061米（即6762英尺）。